# STS-51-C
（原先编号STS-20）是历史上第十五次航天飞机任务，也是发现号的第三次太空飞行。

## 任务成员
- 肯·马丁利（Ken Mattingly，曾执行阿波罗16号、以及任务），指令长
- 罗伦·施里弗（Loren Shriver，曾执行、以及任务），飞行员
- 鬼塚承次（Ellison S. Onizuka，曾执行以及任务），任务专家
- 詹姆斯·布克利（James Buchli，曾执行、以及任务），任务专家
- 加里·佩顿（Gary Payton，曾执行任务），任务专家